# Santa Madrona del Calvari
Santa Madrona del Calvari és una ermita de la Pobla de Massaluca (Terra Alta) inclosa a l'Inventari del Patrimoni Arquitectònic de Catalunya.

## Descripció
Ermita de planta rectangular feta de maçoneria i carreus de reforç, d'una nau i un afegit com a sagristia a la part posterior, de menys alçada.
Coberta de teula a dos vessants de teula àrab, portalada de mig punt dovellada i un òcul a sobre.
Petites finestres (una per lateral) a gran alçada, tot l'exterior és pla i molt restaurat, a l'interior hi ha un petit cor als peus i rematant el conjunt una espadanya de pedra.

## Història
1953- restauració.
1955- s'hi instal·la un viacrucis
1985- s'hi instal·la una campana.